# Luisa Františka Bourbonská

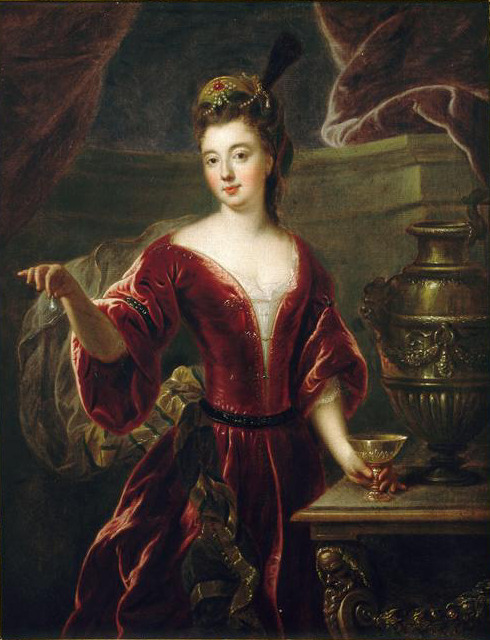
Luisa Františka

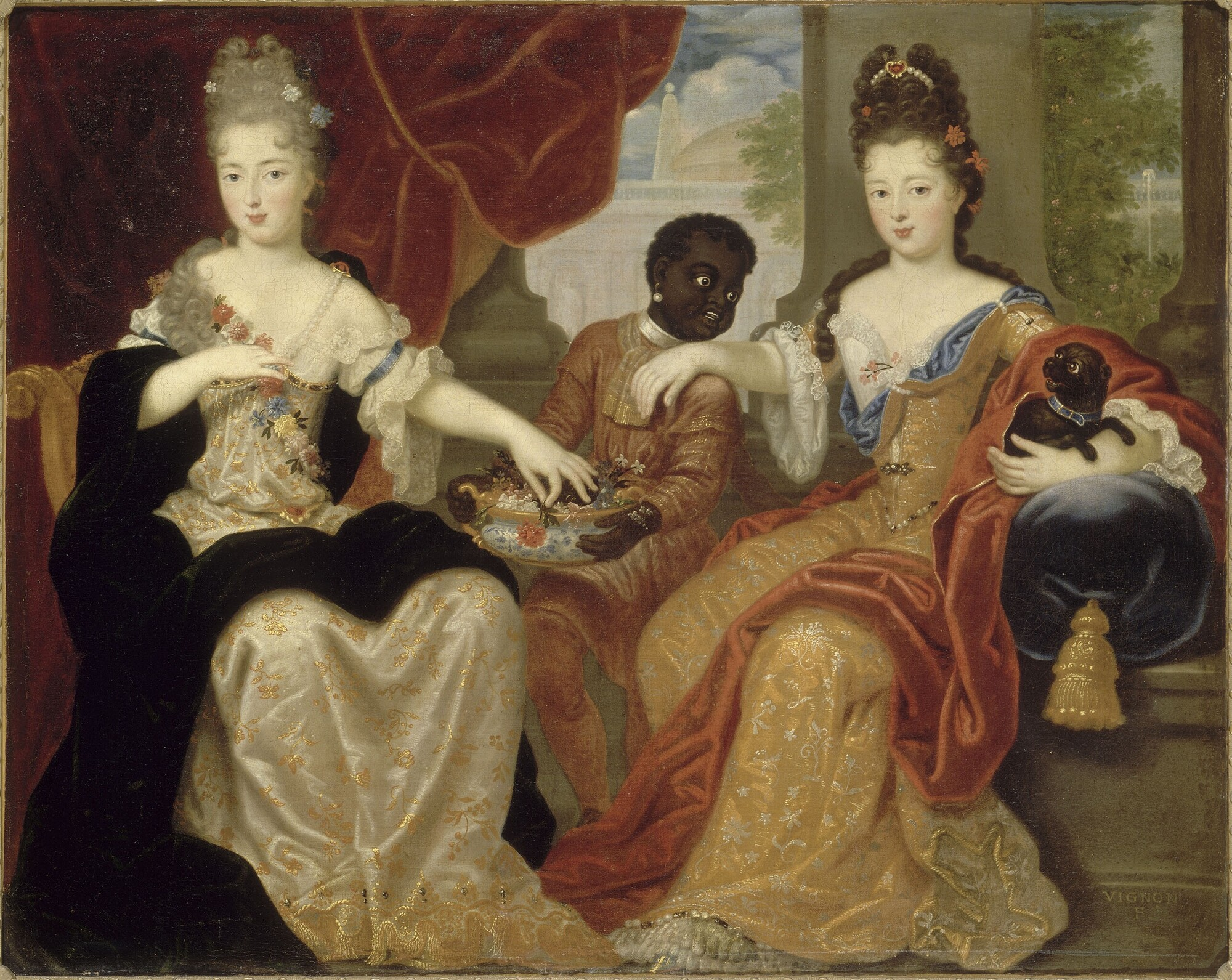
Luisa Františka se sestrou Františku Marií

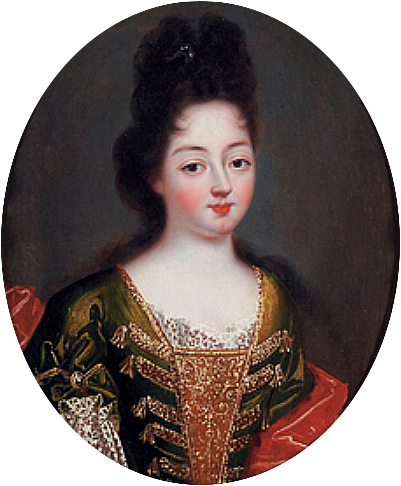
Luisa Františka Bourbonská

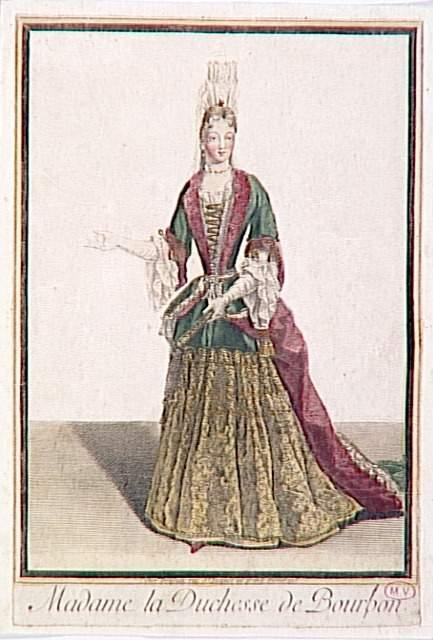
Luisa Františka

Luisa Františka Bourbonská, Légitimée de France (1. června 1673 Tournai – 16. června 1743 Paříž) byla nejstarší legitimizovanou dcerou Ludvíka XIV. Francouzského a jeho milenky Madame de Montespan. Její kmotrou byla Louise de La Vallière, žena, která byla před její matkou milenkou krále. Před svatbou byla u dvora známá jako Mademoiselle de Nantes.
V jedenácti letech se provdala za prince královské krve a stala se Madame la Duchesse, tento titul jí zůstal i jako vdově. Sňatkem byla vévodkyní z Bourbonu a princeznou Condé. Později byla vůdčím členem cabale de Meudon, skupiny lidí, kteří se soustředili kolem jejího nevlastního bratra dauphina Ludvíka. Zatímco její syn Louis Henri de Bourbon-Condé, vévoda z Bourbonu byl francouzským premiérem, Luisa Františka se snažila politicky prosadit, ale neúspěšně.
Byla velmi atraktivní, měla bouřlivý milostný život a za vlády svého otce Ludvíka XIV. se účastnila mnohých skandálů. Později si v Paříži postavila Palais Bourbon, současné sídlo francouzského Národního shromáždění.

## Život
Luisa Františka se narodila 1. června 1673 v Tournai jako dcera krále Ludvíka XIV. a Françoise-Athénais de Rochechouart, kteří byli zrovna na vojenské přehlídce, její teta z matčiny strany, markýza de Thianges, tam byla také. Po návratu z Tournai ji i její starší sourozence rodiče dali do péče jedné matčiny známé, ovdovělé Madame Scarron.
Dne 19. prosince 1673 uznal Ludvík XIV. své nemanželské děti za své, což uznal i pařížský parlament. V době jejich legalizace přijal Luisin starší bratr Ludvík August titul vévoda z Maine, další starší bratr Ludvík César se stal hrabětem z Vexin, zatímco Luisa Františka obdržela zdvořilostní titul Mademoiselle de Nantes. Její rodiče jí říkali Poupotte, protože byla podobná panence.
Když byl Luise jeden rok, narodila se jí v Château de Saint-Germain-en-Laye mladší sestřička, budoucí Mademoiselle de Tours, Luisa Marie Anna Bourbonská, která byla uznána za královu dceru v roce 1676. Sestry byly velkými přítelkyněmi. Její smrt v roce 1681 Luisu Františku hluboce zasáhla.
Po smrti Mademoiselle de Tours Madame de Montespan vévodovi z Maine napsala:
Nechci s vámi mluvit o svém zármutku, jste příliš dobrý, než abyste to zažil. Pokud jde o Mademoiselle de Nantes, pocítila tu ztrátu tak hluboce, jako by jí bylo dvacet, a navštívila ji královna a Madame la Dauphine.
Mademoiselles de Nantes a de Tours vyrůstaly společně v soukromém domě na Rue de Vaugirard v Paříži, kde byly královy děti s Madame de Montespan ukryty před zraky zvědavých dvořanů. Luisa Františka nikdy nebyla v blízkosti starší nevlastní sestry Marie Anny nebo vlastní sestry Františky Marie, protože tyto tři sestry na sebe navzájem velmi žárlily. Luisa Františka a Františka Marie byly obzvlášť konkurentkami, vzájemně sebou pohrdaly a povyšovaly se jedna nad druhou.
Luisa Františka zdědila po svých rodičích vášeň pro tanec a hudbu a byla velmi dobrou tanečnicí. Když jí bylo devět let, hrála v baletu věnovaném dauphinově manželce Marii Anně Bavorské. Po matce zdědila také ostrý a sžíravý vtip, což na ní někteří měli rádi a někteří zase ne. Henri de Saint-Simon později o budoucí princezně de Condé říkal:
Její tvář byla většinou jemná, laskavá a koketní. Uměla využívat své krásy. Držela v zajetí i ty, kteří z ní měli strach, a těm, kteří měli důvody ji nenávidět, často připomínala své kouzlo. Byla hravá, veselá a lehkomyslná a využívala každičké příležitosti k hýření.
Také se o ní říkalo, že...
byla nejhezčí, nejvtipnější a nejoplzlejší ze všech lidí u dvora. Její komediální poezie, často velmi neslušná, byla opravdu zábavná, samozřejmě nepřišla vtipná obětem jejích vtipů, a krále vůbec nepobavila sbírka, kterou napsala o jeho vznešenosti.

## Manželství
Dne 25. května 1685, když jí bylo dvanáct let, se provdala za šestnáctiletého otcova bratrance, Ludvíka, prince de Condé, syna Jindřicha Julese, prince de Condé a Anny Jindřišky Bavorské. Dostala věno ve výši jednoho milionu livrů.
U dvora byl její manžel znám jako vévoda z Bourbonu a byl oslovován jako Monsieur le Duc. Luisa Františka se tak stala Madame la Duchesse.
V roce 1686 Luisa u dvora na zámku ve Fontainebleau onemocněla neštovicemi. I když ji sedmnáctiletý manžel nemohl opatrovat a ošetřovat, její matka a tchánův otec, Louis, Grand Condé, to dělali. Luisa se zotavila, ale Louis, Grand Condé, který se od ní nakazil, následujícího listopadu zemřel. Luisa s manželem nakonec měli devět dětí, z nichž se všechny dožily dospělosti.

### Madame la Duchesse
Poté, co její matka v roce 1691 oficiálně opustila dvůr, ji Luisa navštívila ve Filles de Saint-Joseph, v rue Saint-Dominique v Paříži, kam odešla. S matkou se často vídala, sblížily se. Luisu její smrt v roce 1707 hluboce zasáhla. Ludvík XIV. u dvora zakázal nosit smuteční šat za jeho bývalé milenky, ale Luisa Františka a její dva mladší sourozenci, Františka Marie a Ludvík Alexandr, se rozhodli nenavštívit žádné dvorské setkání, na znamení úcty k jejich matce. Na druhou stranu, její starší bratr Ludvík August, vévoda z Maine dokázal jen stěží zakrýt radost při dědění matčina bohatství. Zdědil Château de Clagny, ale jen zřídka ho využíval.
V roce 1692 se její mladší sestra Františka Marie provdala za jejich bratrance, Filipa Orleánského, jediného syna a dědice jejich strýce Filipa I. Orleánského. Tím Františka získala u dvora vyšší postavení než její sestry Luisa Františka a Marie Anna. To, spolu se skutečností, že Františka dostala dvojnásobné věno než její starší sestry, Luisu Františku velmi rozhněvalo.
Luisa Františka byla krásná a temperamentní žena. Kolem roku 1695 si začala románek s Františkem Ludvíkem, pohledným švagrem její nevlastní sestry Marie Anny. Marie Tereza, Františkova manželka, byla velmi zbožná, byla navíc nejstarší sestrou Luisina manžela. Luisina čtvrtá dcera, Marie Anna, narozena v roce 1697, byla možná dcerou právě matčina milence Františka Ludvíka.
Když manžel objevil její nevěru, byl rozzuřený, ale nehádal se otevřeně s princem z Conti, kvůli jeho tchánovi, Ludvíkovi XIV. Její nevlastní bratr, dauphin Ludvík, který jí byl blízký, dovoloval milencům se scházet na jeho venkovském sídle v Meudonu, daleko od jejího manžela i ode dvora.
Po smrti jejího tchána dne 1. dubna 1709 se její manžel stal princem z Condé. Zemřel však již o rok později, v roce 1710. Ačkoli by Luisa měla mít po manželově smrti titul Madame la Princesse de Condé douairière (vdova po princi z Condé), místo toho se nechala oslovovat jako Madame la Duchesse douairière. Byla portrétována ve vdovském šatu. Když jí zemřel manžel, Luisa prohlásila, že ji jeho smrt hluboce zasáhla; Madame de Caylus tomu však nevěřila.
Luisa, v naději, že se vetře do přízně budoucího krále, často navštěvovala nevlastního bratra Ludvíka. V Meudonu se sblížila s Alžbětou Terezou Lotrinskou, princesse d'Epinoy a její starší sestrou Béatrice Hiéronyme Lotrinskou, budoucí abatyší z Remiremontu. V roce 1711 dauphin Ludvík nečekaně zemřel, což zmařilo Luisiny plány. Ale to nebyl jediný důvod, proč ji jeho smrt tolik zasáhla. Toto úmrtí udělalo z Luisina synovce Ludvíka, burgundského vévody a jeho manželky Marie Adelaidy Savojské nového dauphina a dauphine.
Marie Adelaide a Luisa Františka byly nesmiřitelnými nepřítelkyněmi, protože Marie Adelaide s Luisou jednala jako s dámou nižšího postavení, což Luise vadilo. Luisiny sestry Františka Marie a Marie Anna tuto svou neteř také neměly kvůli jejímu povýšenému chování rády.
Jako vdova se Luisa spřátelila s Jeanne Baptistou d'Albert de Luynes, bývalou milenkou Viktora Amadea II. Jeanne Baptista unikla ze Savojska v roce 1700 a od té doby žila v Paříži.
V roce 1712 zemřel dauphin Ludvík s manželkou a zanechali po sobě jen jednoho syna, Ludvíka. V roce 1715 zemřel král a novým králem se stal jeho pětiletý pravnuk Ludvík XV. Okamžitě vznikly spory mezi Luisou Františkou, jejím bratrem, vévodou z Maine a jejich švagrem Filipem II. Orleánským o to, kdo z nich se stane regentem. Parlament vybral Filipa II. Orleánského. Tím se ještě zhoršily vztahy mezi Luisou Františkou a její sestrou Františkou Marií, nyní první dámou Francie.
Během období regentství se Luisa Františka často zabývala eskapádou své druhé dcery, Luisy Alžběty, princezny z Conti, která byla milenkou Philippa Charlese de La Fare. Když manžel její dcery zjistil, že je mu manželka nevěrná, začal k ní být fyzicky hrubý. Jejich jediný syn Louis François I. de Bourbon byl možná synem právě matčina milence. Luisa Alžběta později našla útočiště před svým násilnickým manželem právě u matky v Palais Bourbon.
V roce 1714 byla po Luise Františce pojmenována její neteř, dcera vévody z Maine.
V roce 1720 se Luisa Františka stala milenkou markýze de Lassay. Aby k ní byl blíž, nechal postavit Hôtel de Lassay, hned vedle Palais Bourbon, kde bydlela Luisa. Později, když byla galerie postavena, v ní markýz vystavoval část své velkolepé sbírky obrazů, kterou byl vyhlášený; galerie, která zasahovala do obou budov, zároveň milencům umožňovala lepší přístup k sobě navzájem.
V roce 1737 byla požádána, aby se stala kmotrou nejstaršího syna Ludvíka XV., dauphina Ludvíka Ferdinanda Bourbonského. Dalším kmotrem mladého dauphina byl Luisin synovec, Ludvík I. Orleánský.
Když byl její syn během regentství Filipa II. Orleánského zneuctěn, považovala Luisa za příčinu jeho milenku Madame de Prie. A proto ji Luisa Františka nenáviděla. Její syn zemřel v exilu v roce 1740, jeho následníkem se stal jeho syn, Luisin vnuk Ludvík Josef, který se tak ve čtyřech letech stal princem de Condé.

### Palais Bourbon
Během svého dlouhého vdovství nechala Luisa Františka v Paříži postavit Palais Bourbon, nedaleko sídel svých sourozenců. Stavba paláce začala v roce 1722, když jí bylo čtyřicet devět let.
Palais Bourbon, pojmenovaný po její rodině, nechala postavit po svém pobytu ve Velkém Trianonu, který se stal inspirací pro stavbu jejího nového domova.
Palác byl spojen s Hôtelem de Lassay chodbou s výhledem na společný parter.
Její starší nevlastní sestra Marie Anna, vdova po princovi de Conti, žila v Hôtelu de Conti naproti Louvru, na Quai de Conti. Její starší bratr, vévoda z Maine, žil v Hôtelu du Maine poblíž Louvru a její mladší sestra Františka Marie bydlela v Palais Royal v Paříži. V blízkosti Louvru a Palais Royal žil jejich nejmladší bratr, hrabě z Toulouse, v Hôtelu de Toulouse.
Luisa Františka Bourbonská zemřela 16. června 1743, v sedmdesáti letech v Palais Bourbon. Pohřbena byla v karmelitánském klášteře na rive gauche v Paříži v Latinské čtvrti.

## Potomci
- Marie Anna Eleonora Bourbonská (22. prosinec 1690 – 30. srpen 1760), abatyše z kláštera Saint-Antoine-des-Champs. Narodila se ve Versailles jako mentálně nemocná, již v mladistvém věku se stala abatyší, zemřela ve Villejuifu. V mládí byla známá jako Mademoiselle de Condé a de Bourbon.
- Louis Henri de Bourbon-Condé (18. srpen 1692 – 27. leden 1740, vévoda z Bourbonu a princ z Condé. Narodil se ve Versailles a byl dvakrát ženatý: 1. Marie Anna Bourbonská, se kterou neměl děti, 2. Karolina z Hesse-Rotenburg, se kterou měl potomky. Během vlády Ludvíka XV. byl francouzským premiérem, ale král ho vyhnal. Zemřel v exilu na zámku Chantilly.
- Luisa Alžběta Bourbonská (22. listopad 1693 – 27. květen 1775), princezna de Conti. Narodila se ve Versailles a provdala se za svého bratrance Ludvíka II. Armanda, prince de Conti. Byla babičkou Ludvíka Filipa II. Orleánského. Zemřela v Paříži a přežila všechny své sourozence.
- Luisa Anna Bourbonská (23. červen 1695 – 8. duben 1758), Mademoiselle de Charolais. Narodila se ve Versailles a nikdy se nevdala, ale byla milenkou Armanda de Vignerot du Plessis, stejně jako její sestřenice Charlotte Aglaé d'Orléans. Nikdy neměla žádné legitimní potomky, ale byla zřejmě matkou několika nelegitimních dětí, i když to nebylo prokázáno. Vlastnila Hôtel de Rothelin-Charolais (tam také zemřela) a během života byla známá jako Mademoiselle de Sens a také Mademoiselle de Charolais.
- Marie Anna Bourbonská (16. říjen 1697 – 11. srpen 1741), Mademoiselle de Clermont. Narodila se v Paříži a možná byla dcerou matčina milence Františka Ludvíka, prince de Conti. V roce 1719 se vdala za Ludvíka de Melun, vévodu z Joyeuse, tajně a proti vůli svého bratra. Zemřela v Paříži poté, co mnoho let sloužila královně Marii Leszczyńské.
- Karel Bourbonský (19. červen 1700 – 23. červenec 1760), hrabě z Charolais. Narodil se v Chantilly. Jeho dědičkou byla jeho sestra Luisa Anna. Tajně se oženil s Jeanne de Valois-Saint-Rémy, která byla přes nemanželskou větev potomkem Jindřicha II. Francouzského. Jejich syn Ludvík Tomáš, který nebyl králem uznán za legitimního, byl později vyhoštěn do Anglie. Karel měl také potomky s milenkou Marguerite Caron de Rancurel. Zemřel v Paříži.
- Jindřiška Luisa Bourbonská (15. leden 1703 – 19. září 1772), od roku 1728 abatyše z Beaumont-lès-Tours. Narodila se ve Versailles. Byla jeden čas považována za možnou nevěstu pro Ludvíka XV. Nakonec se nikdy nevdala. Byla známá jako Mademoiselle de Vermandois. Zemřela v Beaumontu.
- Alžběta Alexandrine Bourbonská (15. září 1705 – 15. duben 1765), Mademoiselle de Sens. Narodila se v Paříži. Její obrovské bohatství zdědil její synovec Ludvík Josef, budoucí princ de Condé.
- Ludvík Bourbonský (15. červen 1709 – 16. červen 1771), hrabě z Clermontu. Narodil se ve Versailles. Hrabětem z Clermontu byl už od narození, v roce 1737 se stal opatem z Quartier Saint-Germain-des-Prés. Nikdy se neoženil a zemřel ve Versailles. Založil Académii du Petit-Luxembourg, kde se učili vědci, umělci a architekti. Byl také pátým velmistrem Velkého domku Francie, nejvyšší zednářské autority Francie, který existoval od roku 1728 až do jeho reorganizace v roce 1773.

## Tituly a oslovení
- 1. června 1673 – 19. prosince 1673: nepojmenované dítě
- 19. prosince 1673 – 25. května 1685: Její Výsost Luisa Františka Bourbonská, Légitimée de France, Mademoiselle de Nantes
- 25. května 1685 – 1. dubna 1709: Její Jasnost bourbonská vévodkyně
- 1. dubna 1709 – 4. března March 1710: Její Jasnost princezna z Condé
- 4. března 1710 – 16. června 1743: Její Jasnost princezna vdova z Condé